# Земљотрес
Земљотрес или потрес (трус) настаје услед померања тектонских плоча, кретања Земљине коре или појаве удара, а последица је подрхтавање Земљине коре због ослобађања велике енергије. Тектонске плоче се годишње помере 2 до 3 cm али насупрот томе земљотреси се дешавају врло често. Насупрот распрострањеном уверењу да су то ретке појаве, они се дешавају врло често, али њихов највећи број је слабог интензитета и јавља се на релативно малим површинама копнених простора или океанског дна.
На земљиној површини, земљотреси се могу манифестовати као дрмање или дислоцирање тла. Понекада, могу изазивати појаву цунамија, разорног морског таласа. До земљотреса долази услед заглављивања тектонских плоча при чему долази до напрезања стенске масе и оног тренутка када напрезање постане толико да га стене не могу издржати долази до ломљења и клизања дуж раседа.
Земљотреси могу настати природно или као резултат људске активности. Мањи земљотреси могу такође бити изазвани вулканском активношћу, клизањем тла, експлозијама и нуклеарним тестовима. У најширем значењу реч земљотрес се користи да опише било који сеизмични догађај - било да је у питању природни феномен или догађај изазван од стране људи — а који генерише сеизмичке таласе.
Земљотреси улазе у ред најстрашнијих природних катастрофа које се дешавају на Земљи, због чега су још од искона привлачили пажњу људског рода. Због тога податке о земљотресима налазимо у записима старим више хиљада година. Ипак, значајнија проучавања земљотреса одвијала су се тек од 19. века.

## Дефиниција земљотреса
Земљотрес је осциловање честица тла изазвано природним или вештачким узроцима. Последица су ослобођене Земљине унутрашње енергије. За скуп свих сеизмичких појава употребљава се заједнички назив сеизмизам. Сеизмизам или потреси су изненадна и кратка подрхтавања делова земљине коре.
Потрес је процес ослобађања кинетичке енергије на неком небеском телу. Потрес на нашој планети назива се земљотрес. Догађа се у Земљиној литосфери или непосредно испод, у следећем слоју тзв. астеносфери и плашту, који чини већину Земљине масе. Део кинетичке енергије који се расипа путем литосфере назива се сеизмичка енергија и мери се у сеизмолошким опсерваторијама (станицама). Код већине земљотреса сеизмичка енергија је пропорционална укупној кинетичкој енергији. Зато су за већину потреба површинске опсерваторије довољне, а осим површинских копнених постоје још и дубинске копнене, те подморске опсерваторије. Ослобађање енергије може бити континуирано, када говоримо о спором земљотресу и који може трајати годинама, или привидно тренутно, када земљотрес обично траје краће од једног минута. Земљотреси могу бити природни тј. настали услед деловања сила природе, или вештачки изазвани активношћу човека, нпр. детонацијом експлозивних средстава.
Узроци потреса на другим небеским телима не морају бити истог порекла као на Земљи. Стога је и са становишта физике оправдано израз земљотрес користити искључиво за Земљу, а потрес за сва небеска тела. Тако се потреси на другим небеским телима у научној литератури називају према том телу, нпр. они на Месецу називају се лунатреси. У енглеском говорном подручју међутим честа је и употреба израза потрес (quake) као скраћенице за земљотрес (earthquake). Наука која се бави изучавањем земљотреса и сродних процеса је сеизмологија и заснива се на директним мерењима. Наука која изучава потресе на другим небеским телима је астросеизмологија и углавном се заснива на индиректним опажањима. Пример овога је опажање акустичних својстава Сунчевих гасова, пошто су акустични таласи у бити таласи кинетичке енергије који се простиру кроз гасове, нпр. у атмосфери. У Сунчевом систему потресе узрокују хемијске реакције код гасовитих небеских тела, односно плимне силе те снажна вулканска активност код стеновитих тела.

## Подела земљотреса
Земљотреси се, према начину постанка деле на природне и вештачке. Природни земљотреси се, даље, могу поделити на спонтане и изазване. Спонтани земљотреси су они који настају услед кретања литосферних плоча, па се називају и тектонски земљотреси. У групу изазваних природних земљотреса спадају вулкански и урвински земљотреси.
Тектонски земљотреси настају ослобађањем сеизмичке енергије у Земљиној кори. Настају под дејством великих притисака у стенским масама Земљине коре, најчешће изазване померањем већих блокова Земљине коре. Тако долази до изненадног лома стенске масе, који је праћен еластичним деформацијама околних стенских маса, које се затим шире у простор у облику сеизмичких таласа.
Узроци покрета у литосфери су конвекцијска струјања која се дешавају у астеносфери. Том приликом се хладнија магма спушта из горњих делова, и из доњих делова према површини гура топлију магму (слично процесу кључања воде), што доводи до ширења океанског дна.
Литосфера је разломљена у више плоча, које се међусобно мимоилазе, сударају и разилазе.
Мимоилажење плоча се развија близу зона ширења, мада не мора увек бити везано за њих. У овим зонама су потреси врло чести, јер је астеносфера охлађена и чврста, велике вискозности.
Разилажење плоча се одвија најчешће на океанском дну, док постоје само два примера разилажења на копну - Исланд и источна Африка. Дуж ових граница потреси су ређи, јер је астеносфера још увек житка и мале вискозности.
Субдукција плоча се развија у областима сударања океанских и/или континенталних плоча. Плоче су овде већ очврсле и хлађене, па су и земљотреси овде најчешћи и најјачи.
Вулкански земљотреси настају као последица кретања магме у областима савремених вулкана. У непосредној су вези са снажним вулканским ерупцијама и експлозијама вулканских гасова и пара.
Урвински земљотреси настају као последица обрушавања сводова и бокова великих пећина и подземних просторија. Обично се јављају у теренима изграђеним од кречњака, гипса и других стена подложних лаком разарању у којима настају пећине различитих димензија.
Вештачки (антропогени) земљотреси настају услед делатности човека, односно његовим дејством на природну средину. Најчешћи пример таквих активности може се пратити у областима у којима су формирана велика вештачка акумулациона језера, где се формирају тзв. индуковани земљотреси. Групи вештачких земљотреса припада и сеизмичка активност стимулисана упумпавањем воде у дубоке бушотине (на пример, за потребе експлоатације геотермалне енергије из Земљине унутрашњости).

### Природни земљотреси
Литосфера је непрестано изложена деловању различитих унутрашњих и спољних сила које напрежу стенску масу. На тај начин стене накупљају велику потенцијалну енергију. Сваки материјал временом попушта напрезању и ослобађа се стреса испуштањем кинетичке тј. стварне енергије. Велику већину земљотреса карактеришемо као слабе пошто не разарају вештачке објекте. Већина слабих земљотреса догађа се кад стенска маса досегне своју материјалну нестабилност. Мањи број земљотреса су разорни по вештачке објекте. Већина таквих земљотреса настаје услед тектонске активности Земље тј. међусобним трењем коре и плашта у покрету, најчешће дуж постојећих распуклина у Земљиној кори као што су раседи, бразде или ровови. Међутим бележе се разорни земљотреси и у тектонски неактивним подручјима, као и они који стварају нове распуклине и друге геоморфолошке облике.

## Простирање енергије из земљотреса
Брзина простирања таласа зависи од густине и еластичности медија у који таласи продиру. Брзине се за нашу планету крећу од око 3-8 km/s у Земљиној кори, па до 13 km/s у најдубљем делу плашта. Земљотреси производе разне врсте таласа с различитим брзинама. При проласку преко сеизмолошких опсерваторија, њихово различито време путовања омогућава научницима да лоцирају жариште (или фокус, или хипоцентар) земљотреса.
У геофизици, таласи исијани током земљотреса користе се на два основна начина: томографски где се, слично као у медицини, користе рефракција и рефлексија таласа за испитивање унутрашњости, те осцилацијски где се идентификација појединих сегмената Земљине унутрашњости врши односно њихова физичко-хемијска својства испитују посматрањем властитих слободних осцилација Земље карактеристичних за неки њен сегмент или процес. Захваљујући великој глобалној мрежи сеизмолошких опсерваторија, сеизмичка томографија је заступљенији начин. Недостатак оба ова начина је то што се могу користити само кад се деси врло јак земљотрес. То је наиме једина појава на Земљи, код које долази до испуштања довољне количине кинетичке енергије да би се добила резолуција (јасноћа) неопходна за дводимензионално или тродимензионално осликавање односно изучавање унутрашњости планете.
Два основна типа сеизмичких таласа су телесни таласи и површински таласи. Постоје и други начини простирања таласа али они нису од великог значаја у сеизмологији односно геофизици.

### Телесни таласи
Телесни таласи путују кроз унутрашњост Земље. Они следе путању зрака закривљену променљивом густином и Јанговим модулом (крутошћу) Земљине унутрашњости. Густина и модули заузврат варирају у складу с променама температуре, састава и фазе. Овај ефекат је сличан рефракцији светлосних таласа.
- П таласи (примарни) су лонгитудинални или компресијски таласи. У чврстим материјалима ови таласи генерално путују скоро двоструко брже од С таласа, а могу се простирати кроз све врсте материјала. У ваздуху, ти таласи притиска постају звучни или аудио таласи, па путују брзином звука. Типичне брзине су 330 m/s кроз ваздух, 1450 m/s кроз воду, те око 5000 m/s кроз гранит.
- С таласи (секундарни) су трансверзни или попречни (енг. shear) таласи, што значи да се под њиховим деловањем тло помиче окомито на њихов правац простирања. Код хоризонтално поларизованих С таласа, тло се креће наизменично ка једној па другој страни. С таласи могу да путују једино кроз чврсту материју, пошто флуиди (течности и гасови) нису у стању да задржавају попречне стресове. Брзина ових таласа је око 60% брзине П таласа у датом материјалу. С таласи стижу у сеизмолошку станицу након П таласа, јер имају релативно мању брзину простирања.

### Површински таласи
Површински таласи су аналогни воденим таласима а путују по Земљиној површини, и то спорије него телесни таласи. Услед њихове ниске фреквенције, дуготрајности те велике амплитуде, они су већином најразорнија врста сеизмичких таласа. Постоје два подтипа површинских таласа: Рејлијеви таласи, те Лавови таласи.
- Рејлијеви таласи, или „увијање тла“, су површински таласи који путују у облику мрешкања (преплетених низова мањих таласа), у кретању сличном кретању таласа на површини воде. Међутим за разлику од водених таласа, повратна сила код Рејлијевих и др. сеизмичких таласа није гравитацијска него еластична, док је кретање честица на мањим дубинама ретроградно. Постојање ових таласа предвидео је 1885. године нобеловац Џон Рејли. Они су спорији од телесних таласа, и имају брзину која је око 90% брзине С таласа за типични хомогени еластични медијум.
- Лавови таласи су површински таласи који узрокују хоризонтално попречно смицање тла. Названи су по британском математичару А. Е. Х. Лаву, који је 1911. године израдио математички модел за ове таласе. Они се обично крећу нешто брже од Рејлијевих таласа, или око 90% брзине С таласа.

### Корисност
У истраживању и пракси најкориснији су П и С таласи, на два главна начина: у геофизици код изучавања физичко-хемијских својстава унутрашњости Земље, те у сеизмологији код лоцирања земљотреса.

#### У геофизици
Таласи исијавани током јаких земљотреса представљају главни извор информација у истраживању најдубљих региона наше планете.
На пример, кад се земљотрес догоди, сеизмометри у близини епицентра све до удаљености око 90 km су у стању забележити и П и С таласе, али они удаљенији више не препознају високе фреквенције првог С таласа. Пошто попречни таласи не могу пролазити кроз течност, овај феномен је послужио као првобитни доказ данас добро познате чињенице да је Земљино спољашње језгро течно. Слично је претпостављено да и Месец има чврсто језгро, али су каснија истраживања указала да је Месечево језгро можда истопљено.

#### У сеизмологији
У случају локалних односно ближих земљотреса, разлика у времену наиласка (доласка првих) П и С таласа користи се за одређивање удаљености земљотреса. У случају земљотреса на огромним раздаљинама, неопходне су барем четири географски разнолике (тј. што равномерније распоређене око хипоцентра) сеизмолошке станице на заједничком систему праћења протока времена. На њима се бележи време наиласка П таласа, из чега се онда рачуна јединствено време и локација земљотреса. Типично, десетине или чак стотине наилазака П таласа користе се за прорачун једног хипоцентра. Уобичајена су неслагања у прорачуну хипоцентра до 0,5 секунди код удаљених, а 0,1-0,2 секунди код локалних земљотреса. Ово практично значи да је већина дојављених наилазака П таласа у сагласности с прорачуном локације хипоцентра. Типичан алгоритам за рачунање локације је итеративан (тј. решењу се приближава у корацима), а започиње с претпоставком да се земљотрес десио на дубини од 33 km, да би се потом подешавањем дубине минимизирали остаци из прорачуна. Већина земљотреса дешава се на дубинама до 100 km.
Брз и најмање поуздан начин одређивања раздаљине између сеизмометра и исходишта сеизмичког таласа до 200 km удаљености, је множењем кашњења тј. разлике времена надолазака П таласа и С таласа у секундама, са 8 km/s. Савремене мреже сеизмолошких опсерваторија служе се комплекснијим и поузданијим начинима за лоцирање земљотреса.
На огромним раздаљинама односно глобално, првопридошли П таласи су претходно путовали дубоко у унутрашњост Земљиног плашта, и можда се чак и рефлектовали од спољног језгра, пре него што су допутовали назад до Земљине површине где их је забележила сеизмолошка опсерваторија. Таласи на овај начин путују брже него да су се од земљотреса до сеизмометра кретали праволинијски. Разлог томе је што се, у складу с Хајгенсовим принципом, брзина кретања унутар Земље знатно повећава. По том принципу густина унутар планете расте с дубином, што би само по себи успорило таласе, али пошто с дубином још више расте и модулус стена, дубље значи брже. Стога дужи пут може захтевати краће време.
Да би се прецизно израчунала локација хипоцентра, стварно време путовања мора бити познато с великом тачношћу. Зато је од велике важности да опсерваторије буду на истом систему праћења протока времена. Данас у ту сврху најчешће служи систем глобалног позиционирања ГПС, који као саставни део своје навигацијске радио-поруке садржи и време. Будући да у свакој секунди времена П таласи превале велике раздаљине, чак и грешка од 0,5 s у прорачуну времена наиласка може значити за више стотина километара погрешан прорачун удаљености па тиме и локације земљотреса. У пракси се стога користе наиласци П таласа у велики број сеизмолошких станица заједно, како би се на тај начин грешке умањиле или поништиле. Тако срачуната локација епицентра данас је углавном поуздана, и креће се у просеку око 10-50 km глобално. Густе мреже блиских станица, какве постоје нпр. у Калифорнији, омогућују тачност од око 1 km. Далеко већа тачност је остварива кад се време мери директно помоћу унакрсног корелисања таласних фронтова.

## Опис
Опис земљотреса садржи податке о јачини (тј. магнитуди), локацији и врсти цепања Земљине коре. Опис локације земљотреса зависи од тога да ли је важније да се посматра земљотрес по његовој стварној јачини и у хипоцентру, или пак у пројекцији тог жаришта на површину епицентру. У првом случају обично је реч о геофизичким и сеизмолошким истраживањима, а у другом о социо-економским студијама.

### Класични
Јачина земљотреса описује се на два главна начина. У првом који користи Рихтерову скалу и њене варијације, мери се количина кинетичке енергије емитоване у хипоцентру. Ова скала је логаритамска, па сваки наредни степен означава да је земљотрес био десет пута јачи од оног с претходно нижим степеном јачине. Ова скала садржи степене од 0 до 9,5. У другом начину који користи Меркалијеву скалу и њене варијације, процењују се последице земљотреса на површини, а према штетама за људску заједницу насталим у околини епицентра. Ова скала је апстрактна и садржи степене од II до XII. Први је чулно неприметан, док је XII степен катастрофалан у смислу рушења свих грађевина и значајних измена рељефа.
По дубини, земљотреси се деле на плитке и дубоке. При томе се они најплићи означавају дубином 10 km, што се користи и кад се плитка дубина не може прецизно утврдити. Најдубљи забележени земљотреси били су на дубинама око 700 km. Подела земљотреса по дубини није утврђена конвенцијом. Механизам настанка дубоких земљотреса није разјашњен, будући да материјал на тим дубинама није у чврстом стању.

### Савремени
Током последњих деценија развијен је и метод карактеризације земљотреса одређивањем њиховог момент-тензора. Тензор је математичка генерализација концепта вектора. Овом методом описују се начин и просторна оријентација ослобађања кинетичке енергије у жаришту, које тиме више није поједностављено представљано тачком, него га се може описивати с одређеним степеном сложености.
Нпр. снажнији земљотреси, који се често називају тектонски земљотреси и који по магнитуди досежу 7 или више степени на Рихтеровој скали, сада се могу карактерисати прецизније. То значи да се могу описивати у времену и просторно - дуж издужених геоморфолошких структура попут раседа и сл. - чак и по неколико стотина километара.
Резултат новог приступа је и моментна магнитуда , којом се одређује величина земљотреса. Овим методом је омогућено посматрање тектонских земљотреса у ширем тј. глобалном контексту, уз наду да ће то можда помоћи у утврђивању узрока тектонике.

## Настанак
Поред фрактуре стенске масе, узроци слабијих земљотреса су још и пуњење па пражњење акумулационих језера, рударство, сезонске падавине нарочито снежне, и др. Велике кише у стању су да лубрикују већ напрегнуте раседе, мењајући физичка и хемијска својства материјала укључујући плашт, те тако поспешују појаву слабијих или јачих земљотреса.
Узроци тектонике као генератора разорних земљотреса су непознати. То је зато што су нејасни извори енергије неопходне за покретање тектонских маса. О узроцима појаве тектонике на Земљи постоје најмање четири физичке хипотезе. Узроци очито могу бити унутар и изван земље, или њихова комбинација.
Предвиђања земљотреса још увек нису могућа. Да би неко предвиђање било од користи, потребно је да се тачно прогнозира магнитуда, време и локација земљотреса.
Подморски природни земљотреси некада изазову цунами, у делу океана или мора где топографија дна својим погодним обликом увећава учинак емитоване кинетичке енергије. Услед плиткости и релативно мале величине те затворености Јадранског мора, могућност цунамија након земљотреса дуж јужне (Италија) или северне обале (Далмација, босанско, црногорско и албанско приморје), је практично занемарива.

### Механизам настанка потреса
Раседи су механички дисконтинуитети стенских маса, по коме се релативно кретање блокова у датом величинском подручју не може занемарити. Жаришта земљотреса налазе се најчешће на овим стенским дисконтинуитетима. Према начину постанка, раседи се деле на: нормалне (гравитационе), транскурентне и реверсне раседе.
Еластични одсек се огледа кроз периоде прикупљања и ослобађања сеизмичке енергије. У првом периоду се прикупља енергија, врше се еластичне деформације, а трење је још увек веће од напона међу плочама. У другом периоду напон превазилази трење међу плочама, и долази до одскока.

### Врсте додира плоча
Већина разорних земљотреса настаје међусобним додиром тектонских маса. Постоје три врсте додира тектонских плоча, зависно од начина на који се једна маса крећу у односу другу, као и од разних површинских феномена.
1. Трансформни додир (конзервацијски) настаје на местима међусобног проклизавања плоча дуж трансформних раседа. Релативно кретање двају плоча може бити синистрално (лева страна према посматрачу) или декстрално (десна страна према посматрачу). Сан Андреас расед у Калифорнији, те Сарајевски расед су примери трансформног додира с декстралним кретањем.
2. Дивергентни додир (конструктивни) настаје на местима међусобног разилажења две плоча. Средњоокеанске бразде као нпр. Средњоатлантска, те активни тектонски ровови као нпр. Велика раседна долина долина у Африци, су примери дивергентних додира.
3. Конвергентни додир (деструктивни), зван и активни обод, настаје на местима где се две плоче сударају обично правећи субдуктивну зону (ако једна плоча подрања под другу) или континенталну колизију (ако обје плоче садрже континентално стење). Дубоки подморски ровови су обично повезани са субдуктивним зонама. Субдуктивна маса садржи многе хидратне минерале. При загревању ови минерали ослобађају своју воду која онда узрокује топљење плашта. Тако настаје вулканизам, нпр. планински венац Анди у Јужној Америци, те јапански острвски лук.

### Глобална мерења тектонике
Вектор стварног кретања тектонских плоча је очито функција свих сила које делују на одређену плочу. Степен непознавања доприноса појединих сила кретању појединих плоча је непремостив проблем за глобалне приступе мерењу тектонике. Једини преостали исправни приступ онда је разматрање неког погодно одабраног релативног мерила кретања плоча.
Стога све студије које настоје да глобално „измјере тектонику“, треба узимати с опрезом. Додатан извор њихове непоузданости су сателитски системи кориштени за одређивање локације (GPS, GLONASS, GALILEO и др.). Иако су такви системи врло прецизни, таква мерења по дефиницији нису никада апсолутна односно тачна. Наиме, сви такви сателитски системи су геоцентрични тј. локација и оријентација им је одређена релативно у односу на центар масе Земље. Ти системи тако немају ниједан степен слободе па се не могу узимати као независни тј. апсолутни мерне системи. Резултати њихових мерења увек зависе од почетно одабраног координатног система и његових карактеристика попут оријентације, ротације, динамике, тачности, прецизности итд.

### Унутрашње силе као покретачи тектонике
Према англоамеричкој школи мисли у геонаукама, дисипација топлоте из плашта представља довољан извор енергије за тектонску активност Земље. По том вјеровању, сувишна густина океанске литосфере која тоне у субдуктивним зонама је покретач плоча, тј. плоче своју покретљивост дугују релативној густини океанске литосфере и релативној слабости астеносфере. Обе те претпоставке су непотврђене. У том сценарију, када се формира у средњоокеанским браздама, океанска литосфера се претпоставља да је мање густине од астеносфере под њом, али својим старењем постаје све гушћа, те се кондуктивно хлади и дебља. Већа густина старије литосфере у односу на астеносферу испод ње наводно омогућује тоњење литосфере у дубоке зоне плашта у субдукцијским зонама, а слабост астеносфере омогућује лакше кретање плоча ка субдукцијској зони.
Међутим, укупна енергија из свих познатих извора у унутрашњости Земље као и њене околине, недовољна је да објасни помицање тектонских плоча, па узрок тектонике остаје непознат. Осим тога, постоје плоче попут Северноамеричке и највеће Евроазијске, које се крећу а да нигде нису у субдукцији са другим плочама. Стога узрок кретања плоча остаје предметом интензивног истраживања и дебате међу научницима.
Сеизмолошка томографија за неке регионе Земље указује на латерално (бочно) промјењиву дистрибуцију густине у читавом плашту. Такве варијације у густини могу бити материјалне (услед хемије стена), минералне (услед варијабилности минералних структура), или термалне (путем термичког ширења и скупљања, услед топлотне енергије). Манифестација ове промењиве густине је конвекција плашта из сила потиска. Заговарачи горе поменуте хипотезе о дисипацији топлоте плашта као главном покретачу тектонике, тврде и да конвекција плашта директно или индиректно кореспондира кретању плоча. Две преостале силе за које поборници наведене школе мисли сматрају да утичу пресудно на кретање плоча су још трење (или фрикција) и гравитација. Међутим, за те тврдње нема доказа, односно ако је узрок конвекцији плашта и познат, то не објашњава саму тектонику. Да би та теза била потврђена, та се енергија мора на предвидљив тј. објашњив начин транспортовати у литосферу, да би се плоче уопште могле помаћи. Узроци тектонике настављају бити предметом дебате и истраживања у геодинамици.

### Спољашње силе као покретачи тектонике
Више студија од 2006. устврдиле су да постоји тренд кретања сваке плоче у смеру запада, а услед Земљине ротације и плимне фрикције Месеца. По њима, док се Земља обрће према истоку, Месечева гравитација узрокује мало повлачење Земљине површине уназад, односно привидно западно. Закључак ових студија је да то објашњава зашто Венера и Марс немају тектонику, пошто Венера нема месец, а месеци Марса су премали да би правили значајне плимне ефекте на Марс.
Зачетник хипотезе о тектоници плоча, Аустријанац Алфред Вегенер, теоретизирао је да утицаји Месеца узрокују тектонику на Земљи. Међутим, научна заједница првенствено англоамеричка, Вагенерово објашњење је у то време одбацила уз објашњење да би директни Месечеви ефекти довели до плимне фрикције, која би заузврат давно зауставила Земљину ротацију. Индиректни ефекти Месеца на Земљу нису никада размотрени односно проучени, иако Вагенер није тврдио да су директни ефекти попут плимне фрикције једини могући лунарни узрочник тектонике.
Англоамеричка школа мисли у геонаукама и данас одбацује Вегенерово становиште о могућем лунарном пореклу тектонике на Земљи. Као доказ за ову апсолутну тврдњу данас, користе се горе поменутим глобалним студијама из релативних (ГПС и др.) мерења. Међутим, западна компонента кретања свих плоча је утврђена ван сваке сумње барем у односу на целокупан доњи сегмент плашта. Такође је утврђено и да се чврсто језгро Земље креће брже од остатка планете. Разлози су непознати и о њима постоји више предложених објашњења, нпр. утицај гравитацијске силе Месеца која наводно успорава литосферу више неголи језгро, утицај магнетног поља саме Земље на своје унутрашње језгро углавном сачињено од жељеза, потом пиезоелектрицитет тако сачињеног унутрашњег језгра, и др.

## Елементи земљотреса
Тачка земљотреса на месту иницијалне руптуре (место ослобађања енергије) назива се фокус или хипоцентар. Тачка на површини Земље директно изнад хипоцентра назива се епицентар.
Хипоцентар или жариште земљотреса је место у унутрашњости Земљине коре од кога почињу да се простиру сеизмички таласи, односно место на коме се дешава еластични одскок.

Епицентар је ортогонална пројекција хипоцентра на површ Земље, односно то је место на површи Земље на коме се потрес најјаче осећа.

Потрес се шири у таласима, а линије којима на карти спајамо места једнаке јачине потреса називамо изосеисте.
Према начину и брзини ширења, потреси могу бити с лонгитудиналним или примарним те секундарним или трансверзалним таласима. Лонгитудинални су најбржи и простиру у смеру ширења, док трансверзални изазивају стрмо простирање честица и шире се само кроз чврсту грађу. Други таласи узрокују кружно и водоравно простирање те имају најслабији учинак.

## Мерење јачине потреса
Јачина потреса зависи од више чинилаца као што су количина ослобођене енергије, дубина хипоцентра, удаљености епицентра и грађи Земљине коре.

Интензитет земљотреса одражава рушилачки ефекат земљотреса на површи Земље. Изражава се различитим скалама, од којих се у Европи најчешће примењују MCS и MSK - 64 скале од 12 степени.
Магнитуда земљотреса представља јединицу мере количине ослобођене енергије у хипоцентру. Изражава се магнитудном скалом Рихтера која нема горњу границу, али пошто још није забележен земљотрес јачине 10, обично се представља до 9 јединица.
Наука која се бави потресима назива се сеизмологија, но упркос њеном напретку и новим сазнањима, тешко је предвидети појаву потреса и његове последице.

## Инструментално регистровање земљотреса
Сеизмоскопи региструју само да се десио земљотрес, и евентуално амплитуду земљотреса, тако да се може одредити интензитет. Први познати сеизмоскоп направљен је у Кини, и датира од око 4000 година пре нове ере. Помоћу њега било је могуће одредити правац из кога су долазили трусни таласи.
Сеизмографи региструју временску историју потреса. Осцилације се механички или на неки други начин преносе на траку која се креће уједначеном брзином, најчешће 60 или 120 mm у минуту.
Оптички сеизмографи региструју временску историју потреса на фото осетљивом папиру. Осцилације се преносе преко електронских склопова уз одговарајуће појачање.
Акцелерографи мере убрзање при осциловању честица тла.

## Ефекти и последице

### Клизање тла
Земљотреси могу активирати покретање тла на падинама (клизање), одламање камених блокова и настанак одрона и покретање лавина које могу у брдско-планинским пределима нанети велику материјалну штету и угрозити људске животе.

### Пожари
Пожари могу бити пратиоци земљотреса при чему они обично могу бити изазвани кидањем електричних водова и гасних инфраструктурних праваца.

### Ликвефакција тла
Ликвефакција настаје, када услед трешења тла, водом засићени грануларни материјал привремено изгуби чврстоћу и почне да се понаша као течност. Ова појава може узроковати знатне штете, како на мостовима тако и на зградама, који се обично нагињу или тону у отечњени седимент.

### Цунами
Потреси с епицентром на дну мора изазивају велике таласе - цунамије који могу досегнути висину и до 30 m (Цунами у Индијском океану 2004.).
Процењује се да годишње има око 900.000 потреса магнитуде до 2.5 (по Рихтеру) а они јачи су ређи и појављују се сваких 5 до 10 година.

## Дистрибуција земљотреса
Највећи број земљотреса везан је за границе литосферних плоча. Притом, најјачи земљотреси генеришу се у зонама сучељавања плоча, у простору где се једна плоча подвлачи под другу. Најизразитија таква зона је у ватреном појасу Пацифика, где се догоди 53% свих потреса. Друга по реду зона по броју потреса је медитеранско-алпско-хималајско подручје (41% свих потреса). Земље у којима се догађа највише потреса су: Чиле (повезано са субдукцијом Наска плоче испод Јужноамеричке плоче), Јапан (субдукција Пацифичке плоче под Евроазијску плочу), Индонезија.

## Трусни облици
Већи трусни покрети могу створити облике у рељефу који се означавају као трусни облици. Ови облици спадају у категорију микро-облика и ретки су у рељефу Земљине површине јер се брзо уништавају деловањем ерозивних процеса и апланације. Они се јављају у облику различитих пукотина које се могу издвојити у две основне категорије: зјапеће и раседне пукотине.
Зјапеће пукотине постају хоризонталним размицањем тла за време земљотреса. Могу бити дугачке од неколико десетина метара па до више десетина километара, а широке до 20 m. Углавном су представљене системом пукотина различитог правца пружања којима је тле разбијено. Растресити и дробински материјал са ивица и зидова зјапећих пукотина лако се урушава и поступно их затрпава те оне због тога ишчезавају као облик у рељефу. Приликом катастрофалног земљотреса у Сан Франциску 1858. године створене су зјапеће пукотине широке до 20 m које су се пружале на дужини и до 1 000 km. При земљотресу који се догодио 1976. године у околини града Танг-Шанг (Кина) у једној зјапећој пукотини нестала је цела композиција воза и зграда болнице. Зјапеће пукотине јављале су се током земљотреса у Грчкој (1894. г.), Калабрији (1974), Јапану (1891), Алма Ати (1911) итд. На територији Србије овај облик рељефа јављао се при земљотресима у Ресави (1893) и у Врањској котлини (1904).
Раседне пукотине (раседи) настају при трусовима који изазивају вертикална кретања у тлу. Кретање земљишта дуж ових раседа може износити више метара. При земљотресу на Аљасци 1899. г. створен је расед чије једно крило издигнуто за 16 m, а друго спуштено за 4 m. Овај трусни облик у рељефу јављао се при земљотресима у Калифорнији (1906. г.), на јапанском острву Хоншу (1891), у Алма Ати (1911), Бугарској (1928) итд.
Већи значај за рељеф имају појаве издизања и спуштања земљишта која се јављају током земљотреса. При земљотресу у Чилеу 1750. године обала је толико издигнута да је пристаниште Конспепсион остало на сувом. Издизања земљишта у Чилеу као последице трусова јављала су се 1822. и 1853. године. Приликом земљотреса у Јапану (1923. г.) дно залива Сагами издигнуто је до 250 m. Пример спуштања земљишта догодио се за време катастрофалног земљотреса у Лисабону у 1755. г. Том приликом потонуо је цео кеј са више хиљада становника који су побегли од земљотреса на обалу. Остали примери спуштања дешавали су се приликом земљотреса на ушћу реке Инд (1819. г.), на грчком острву Итаци (1953), на Бајкалу (1862. г.) итд. За време земљотреса у 361. г. потонуо је један део острва Пага заједно са селом Чачка и свим његовим становницима.
Земљотрес у Чилеу у 1960. години, који се сматра највећим у историји човечанства, имао је велики геоморфолошки значај. Изменио је рељеф на петини територије Чилеа која се након њега није могла препознати, а топографске карте тих области постале су неупотребљиве. Његове последице биле су спуштање тла, потонуће острва, стварање нових острва, промене правца кретања река, стварање нових језера, еруптирање вулкана Ринича који је мировао преко 40 година, урниси који су стварали природне бране итд.
Џиновски, рушилачки талас „цунами” може настати уколико је епицентар земљотреса на морском, односно океанском дну. Овакав талас има известан морфолошки значај јер садржи огромну водену масу која на копну може изазвати нагле промене и денивелације у рељефу обалских подручја.
Урниси и усови (снежне лавине) могу се јавити као секундарне последице земљотреса на копну. Они могу изазвати промене у рељефу на локалном нивоу. Урнис који се јавио приликом земљотреса на Памиру (1911. г.) преградио је долину реке Мургаб и створио језеро дугачко 61 km. Масовни урниси јављали су се и приликом земљотреса у Алма Ати (1887. г.), у околини Макарске (1962. год.) итд.

## Неки од јачих, деструктивнијих потреса
- Потрес у Скопљу, Македонија, 26. јул 1963, погинуло око 1000 људи
- Потрес у Кашмиру 2005. године, у ком је погинуло 90.000 а повређено 110.000 људи.
- Потрес у Индијском океану 2004. године, један од најјачих потреса икад забележених с јачином од 9,3 степена по Рихтеру с епицентром на обали Индонезијског острва Суматре који је покренуо велики цунами који је однео преко 250.000 живота.
- Таншански потрес 1976, најдеструктивнији потрес модерних времена, процењује се да је у њему страдало око 245.000 људи.
- Шанхи потрес (1556) Најсмртоноснији потрес у историји човечанства за који се процењује да је однео 830.000 људских живота у Кини.
- Потрес у Чилеу (22. мај 1960) - Захватио је површину од 140.000 km² у близини града Валдивиа. Земљиште је спуштено за 2 метра, неколико градова је збрисано, 25 острва чилеанског архипелага је потопљено, а уздигнута су нека нова. Реке Чилеан, Рио Био и Нубле су промениле правац кретања. Као пратећа појава, прорадио је и вулкан Риниче, након 40 година мировања. Топографске карте су биле неупотребљиве. Погинуло је око 6.000 становника. Ово је најјачи земљотрес забележен икада, забележена је јачина од 9,5 степени Рихтера и 12 степени МКЗ скале.
- Потрес у Тохоку 11. марта 2011. јачине 9 степени Рихтера погодио је североисток острва Хоншу у Јапану и дигао разоран цунами висок 10 m. Приближно 10.000 људи је погинуло, а 90.000 људи се сматра несталим. Након земљотреса дошло је до квара на расхладним системима нуклеарне централе Фукушима 1, након чега је дошло до експлозије. Четири радника који су покушавали да оспособе систем су умрла од радијације.